# Travis/Diskografie
Diese Diskografie ist eine Übersicht über die musikalischen Werke der britischen Rockband Travis. Den Quellenangaben und Schallplattenauszeichnungen zufolge hat sie bisher mehr als 8,2 Millionen Tonträger verkauft, davon alleine in ihrer Heimat über 6,6 Millionen. Ihre erfolgreichste Veröffentlichung ist das zweite Studioalbum The Man Who mit über 3,1 Millionen verkauften Einheiten.

## Alben

### Studioalben
| Jahr | Titel Musiklabel                              | Höchstplatzierung, Gesamtwochen, AuszeichnungChartplatzierungen (Jahr, Titel, Musiklabel, Platzierungen, Wochen, Auszeichnungen, Anmerkungen) | Höchstplatzierung, Gesamtwochen, AuszeichnungChartplatzierungen (Jahr, Titel, Musiklabel, Platzierungen, Wochen, Auszeichnungen, Anmerkungen) | Höchstplatzierung, Gesamtwochen, AuszeichnungChartplatzierungen (Jahr, Titel, Musiklabel, Platzierungen, Wochen, Auszeichnungen, Anmerkungen) | Höchstplatzierung, Gesamtwochen, AuszeichnungChartplatzierungen (Jahr, Titel, Musiklabel, Platzierungen, Wochen, Auszeichnungen, Anmerkungen) | Höchstplatzierung, Gesamtwochen, AuszeichnungChartplatzierungen (Jahr, Titel, Musiklabel, Platzierungen, Wochen, Auszeichnungen, Anmerkungen) | Anmerkungen                                                 |
| Jahr | Titel Musiklabel                              | DE | AT | CH | UK | US | Anmerkungen                                                 |
| ---- | --------------------------------------------- | --- | --- | --- | --- | --- | ----------------------------------------------------------- |
| 1997 | Good Feeling Independiente (Sony)             | — | — | — | UK9 Platin · (27 Wo.)UK | — | Erstveröffentlichung: 8. September 1997 Verkäufe: + 300.000 |
| 1999 | The Man Who Independiente (Sony)              | DE34 (19 Wo.)DE | AT46 (2 Wo.)AT | CH85 (4 Wo.)CH | UK1 ×9Neunfachplatin · (134 Wo.)UK | US135 (10 Wo.)US | Erstveröffentlichung: 24. Mai 1999 Verkäufe: + 3.135.000    |
| 2001 | The Invisible Band Independiente (Sony)       | DE3 Gold · (31 Wo.)DE | AT2 (24 Wo.)AT | CH6 Gold · (47 Wo.)CH | UK1 ×4Vierfachplatin · (56 Wo.)UK | US39 (7 Wo.)US | Erstveröffentlichung: 10. Juni 2001 Verkäufe: + 2.125.000   |
| 2003 | 12 Memories Independiente (Sony)              | DE9 (6 Wo.)DE | AT8 (5 Wo.)AT | CH8 (6 Wo.)CH | UK3 Platin · (20 Wo.)UK | US41 (3 Wo.)US | Erstveröffentlichung: 8. Oktober 2003 Verkäufe: + 327.500   |
| 2007 | The Boy with No Name Independiente (Sony BMG) | DE8 (7 Wo.)DE | AT18 (4 Wo.)AT | CH7 (9 Wo.)CH | UK4 Gold · (12 Wo.)UK | US58 (2 Wo.)US | Erstveröffentlichung: 2. Mai 2007 Verkäufe: + 100.000       |
| 2008 | Ode to J. Smith Red Telephone Box (RTB)       | DE49 (3 Wo.)DE | AT36 (3 Wo.)AT | CH16 (5 Wo.)CH | UK20 (3 Wo.)UK | US122 (1 Wo.)US | Erstveröffentlichung: 22. September 2008                    |
| 2013 | Where You Stand Red Telephone Box (RTB)       | DE6 (3 Wo.)DE | AT18 (2 Wo.)AT | CH3 (6 Wo.)CH | UK3 (4 Wo.)UK | US100 (1 Wo.)US | Erstveröffentlichung: 14. August 2013                       |
| 2016 | Everything at Once Red Telephone Box (RTB)    | DE33 (1 Wo.)DE | AT51 (1 Wo.)AT | CH20 (4 Wo.)CH | UK5 (7 Wo.)UK | — | Erstveröffentlichung: 29. April 2016                        |
| 2020 | 10 Songs Red Telephone Box (BMG)              | DE21 (2 Wo.)DE | AT32 (1 Wo.)AT | CH13 (2 Wo.)CH | UK5 (2 Wo.)UK | — | Erstveröffentlichung: 9. Oktober 2020                       |
| 2024 | L.A. Times BMG Rights Management (WMG)        | DE15 (1 Wo.)DE | AT39 (1 Wo.)AT | CH75 (1 Wo.)CH | UK4 (1 Wo.)UK | — | Erstveröffentlichung: 12. Juli 2024                         |

### Livealben
| Jahr | Titel Musiklabel                                | Anmerkungen                         |
| ---- | ----------------------------------------------- | ----------------------------------- |
| 2019 | Live at Glastonbury ’99 Craft Recordings (Sony) | Erstveröffentlichung: 20. Juni 2019 |

### Kompilationen
| Jahr | Titel Musiklabel             | Höchstplatzierung, Gesamtwochen, AuszeichnungChartplatzierungen (Jahr, Titel, Musiklabel, Platzierungen, Wochen, Auszeichnungen, Anmerkungen) | Höchstplatzierung, Gesamtwochen, AuszeichnungChartplatzierungen (Jahr, Titel, Musiklabel, Platzierungen, Wochen, Auszeichnungen, Anmerkungen) | Höchstplatzierung, Gesamtwochen, AuszeichnungChartplatzierungen (Jahr, Titel, Musiklabel, Platzierungen, Wochen, Auszeichnungen, Anmerkungen) | Höchstplatzierung, Gesamtwochen, AuszeichnungChartplatzierungen (Jahr, Titel, Musiklabel, Platzierungen, Wochen, Auszeichnungen, Anmerkungen) | Höchstplatzierung, Gesamtwochen, AuszeichnungChartplatzierungen (Jahr, Titel, Musiklabel, Platzierungen, Wochen, Auszeichnungen, Anmerkungen) | Anmerkungen                                                |
| Jahr | Titel Musiklabel             | DE | AT | CH | UK | US | Anmerkungen                                                |
| ---- | ---------------------------- | --- | --- | --- | --- | --- | ---------------------------------------------------------- |
| 2004 | Singles Independiente (Sony) | DE55 (3 Wo.)DE | AT66 (3 Wo.)AT | CH26 (5 Wo.)CH | UK4 ×2Doppelplatin · (19 Wo.)UK | — | Erstveröffentlichung: 1. November 2004 Verkäufe: + 600.000 |

### EPs
| Jahr | Titel Musiklabel                                      | Anmerkungen                            |
| ---- | ----------------------------------------------------- | -------------------------------------- |
| 1998 | More Than Us Independiente (Sony)                     | Erstveröffentlichung: 30. März 1998    |
| 1999 | Why Does It Always Rain on Me? Independiente (Sony)   | Erstveröffentlichung: 2. August 1999   |
| 2021 | The Invisible Band – Demos Craft Recordings (Sony)    | Erstveröffentlichung: 22. Oktober 2021 |
| 2021 | The Invisible Band – Sessions Craft Recordings (Sony) | Erstveröffentlichung: 5. November 2021 |

## Singles
| Jahr | Titel Album                                      | Höchstplatzierung, Gesamtwochen, AuszeichnungChartplatzierungen (Jahr, Titel, Album, Platzierungen, Wochen, Auszeichnungen, Anmerkungen) | Höchstplatzierung, Gesamtwochen, AuszeichnungChartplatzierungen (Jahr, Titel, Album, Platzierungen, Wochen, Auszeichnungen, Anmerkungen) | Höchstplatzierung, Gesamtwochen, AuszeichnungChartplatzierungen (Jahr, Titel, Album, Platzierungen, Wochen, Auszeichnungen, Anmerkungen) | Höchstplatzierung, Gesamtwochen, AuszeichnungChartplatzierungen (Jahr, Titel, Album, Platzierungen, Wochen, Auszeichnungen, Anmerkungen) | Höchstplatzierung, Gesamtwochen, AuszeichnungChartplatzierungen (Jahr, Titel, Album, Platzierungen, Wochen, Auszeichnungen, Anmerkungen) | Anmerkungen                                                |
| Jahr | Titel Album                                      | DE | AT | CH | UK | US | Anmerkungen                                                |
| ---- | ------------------------------------------------ | --- | --- | --- | --- | --- | ---------------------------------------------------------- |
| 1996 | All I Want to Do Is Rock Good Feeling            | — | — | — | UK39 (2 Wo.)UK | — | Erstveröffentlichung: 10. Oktober 1996                     |
| 1997 | U16 Girls Good Feeling                           | — | — | — | UK40 (2 Wo.)UK | — | Erstveröffentlichung: 1. April 1997                        |
| 1997 | Tied to the 90’s Good Feeling                    | — | — | — | UK30 (2 Wo.)UK | — | Erstveröffentlichung: 11. August 1997                      |
| 1997 | Happy Good Feeling                               | — | — | — | UK38 (2 Wo.)UK | — | Erstveröffentlichung: 13. Oktober 1997                     |
| 1998 | More Than Us Good Feeling                        | — | — | — | UK16 (3 Wo.)UK | — | Erstveröffentlichung: 30. März 1998                        |
| 1999 | Writing to Reach You The Man Who                 | — | — | — | UK14 (7 Wo.)UK | — | Erstveröffentlichung: 8. März 1999                         |
| 1999 | Driftwood The Man Who                            | DE91 (6 Wo.)DE | — | — | UK13 Silber · (10 Wo.)UK | — | Erstveröffentlichung: 17. Mai 1999 Verkäufe: + 200.000     |
| 1999 | Why Does It Always Rain on Me? The Man Who       | DE56 (9 Wo.)DE | — | CH87 (1 Wo.)CH | UK10 Gold · (8 Wo.)UK | — | Erstveröffentlichung: 2. August 1999 Verkäufe: + 435.000   |
| 1999 | Turn The Man Who                                 | — | — | — | UK8 Silber · (13 Wo.)UK | — | Erstveröffentlichung: 1. November 1999 Verkäufe: + 200.000 |
| 2000 | Coming Around Singles                            | — | — | — | UK5 (12 Wo.)UK | — | Erstveröffentlichung: 5. Juni 2000                         |
| 2001 | Sing The Invisible Band                          | DE51 (9 Wo.)DE | AT31 (17 Wo.)AT | CH34 (26 Wo.)CH | UK3 Gold · (14 Wo.)UK | — | Erstveröffentlichung: 25. Mai 2001 Verkäufe: + 605.000     |
| 2001 | Side The Invisible Band                          | DE86 (1 Wo.)DE | — | CH52 (14 Wo.)CH | UK14 (10 Wo.)UK | — | Erstveröffentlichung: 17. September 2001                   |
| 2002 | Flowers in the Window The Invisible Band         | DE98 (1 Wo.)DE | — | CH93 (2 Wo.)CH | UK18 Silber · (8 Wo.)UK | — | Erstveröffentlichung: 25. März 2002 Verkäufe: + 200.000    |
| 2003 | Re-Offender 12 Memories                          | — | — | CH84 (2 Wo.)CH | UK7 (6 Wo.)UK | — | Erstveröffentlichung: 29. September 2003                   |
| 2003 | The Beautiful Occupation 12 Memories             | DE97 (1 Wo.)DE | — | — | UK48 (3 Wo.)UK | — | Erstveröffentlichung: 15. Dezember 2003                    |
| 2004 | Love Will Come Through 12 Memories               | — | — | — | UK28 (3 Wo.)UK | — | Erstveröffentlichung: 22. März 2004                        |
| 2004 | Walking in the Sun Singles                       | DE94 (1 Wo.)DE | — | CH71 (1 Wo.)CH | UK20 (3 Wo.)UK | — | Erstveröffentlichung: 18. Oktober 2004                     |
| 2007 | Closer The Boy with No Name                      | DE69 (7 Wo.)DE | — | CH32 (8 Wo.)CH | UK10 (8 Wo.)UK | — | Erstveröffentlichung: 23. April 2007                       |
| 2007 | Say Hello –                                      | — | — | — | — | — | Erstveröffentlichung: 27. Mai 2007                         |
| 2007 | Selfish Jean The Boy with No Name                | — | — | — | UK30 (3 Wo.)UK | — | Erstveröffentlichung: 9. Juli 2007                         |
| 2007 | My Eyes The Boy with No Name                     | — | — | — | UK60 (1 Wo.)UK | — | Erstveröffentlichung: 17. September 2007                   |
| 2008 | Something Anything J. Smith                      | — | — | — | — | — | Erstveröffentlichung: 30. Juni 2008                        |
| 2008 | Something Anything Ode to J. Smith               | — | — | — | — | — | Erstveröffentlichung: 14. September 2008                   |
| 2008 | Song to Self Ode to J. Smith                     | DE88 (1 Wo.)DE | — | — | — | — | Erstveröffentlichung: 7. Oktober 2008                      |
| 2013 | Another Guy Where You Stand                      | — | — | — | — | — | Erstveröffentlichung: 20. März 2013                        |
| 2013 | Where You Stand                                  | — | — | — | — | — | Erstveröffentlichung: 6. Mai 2013                          |
| 2013 | Moving Where You Stand                           | — | — | — | — | — | Erstveröffentlichung: 1. Juli 2013                         |
| 2013 | Mother Where You Stand                           | — | — | — | — | — | Erstveröffentlichung: 4. November 2013                     |
| 2015 | Everything at Once                               | — | — | — | — | — | Erstveröffentlichung: 4. Dezember 2015                     |
| 2016 | 3 Miles High Everything at Once                  | — | — | — | — | — | Erstveröffentlichung: 11. Januar 2016                      |
| 2016 | Magnificent Time Everything at Once              | — | — | — | — | — | Erstveröffentlichung: 21. März 2016                        |
| 2016 | Radio Song Everything at Once                    | — | — | — | — | — | Erstveröffentlichung: 18. April 2016                       |
| 2016 | Nothing Ever Happens –                           | — | — | — | — | — | Erstveröffentlichung: 12. Dezember 2016                    |
| 2019 | Kissing in the Wind 10 Songs                     | — | — | — | — | — | Erstveröffentlichung: 2. Dezember 2019                     |
| 2020 | A Ghost 10 Songs                                 | — | — | — | — | — | Erstveröffentlichung: 3. Juni 2020                         |
| 2020 | Valentine 10 Songs                               | — | — | — | — | — | Erstveröffentlichung: 8. Juli 2020                         |
| 2020 | The Only Thing 10 Songs                          | — | — | — | — | — | Erstveröffentlichung: 24. August 2020 feat. Susanna Hoffs  |
| 2020 | All Fall Down 10 Songs                           | — | — | — | — | — | Erstveröffentlichung: 16. September 2020                   |
| 2020 | Waving at the Window 10 Songs                    | — | — | — | — | — | Erstveröffentlichung: 6. Oktober 2020                      |
| 2020 | Nina’s Song 10 Songs                             | — | — | — | — | — | Erstveröffentlichung: 4. Dezember 2020                     |
| 2021 | Swing The Invisible Band (Deluxe-Edition)        | — | — | — | — | — | Erstveröffentlichung: 5. Oktober 2021                      |
| 2021 | Killer Queen The Invisible Band (Deluxe-Edition) | — | — | — | — | — | Erstveröffentlichung: 19. November 2021 Original: Queen    |
| 2024 | Gaslight L.A. Times                              | — | — | — | — | — | Erstveröffentlichung: 21. März 2024                        |
| 2024 | Raze the Bar L.A. Times                          | — | — | — | — | — | Erstveröffentlichung: 10. Mai 2024                         |
| 2024 | Bus L.A. Times                                   | — | — | — | — | — | Erstveröffentlichung: 6. Juni 2024                         |

## Videoalben und Musikvideos

### Videoalben
| Jahr | Titel Musiklabel                                           | Höchstplatzierung, Gesamtwochen, AuszeichnungChartplatzierungen (Jahr, Titel, Musiklabel, Platzierungen, Wochen, Auszeichnungen, Anmerkungen) | Höchstplatzierung, Gesamtwochen, AuszeichnungChartplatzierungen (Jahr, Titel, Musiklabel, Platzierungen, Wochen, Auszeichnungen, Anmerkungen) | Höchstplatzierung, Gesamtwochen, AuszeichnungChartplatzierungen (Jahr, Titel, Musiklabel, Platzierungen, Wochen, Auszeichnungen, Anmerkungen) | Höchstplatzierung, Gesamtwochen, AuszeichnungChartplatzierungen (Jahr, Titel, Musiklabel, Platzierungen, Wochen, Auszeichnungen, Anmerkungen) | Höchstplatzierung, Gesamtwochen, AuszeichnungChartplatzierungen (Jahr, Titel, Musiklabel, Platzierungen, Wochen, Auszeichnungen, Anmerkungen) | Anmerkungen                                               |
| Jahr | Titel Musiklabel                                           | DE | AT | CH | UK | US | Anmerkungen                                               |
| ---- | ---------------------------------------------------------- | --- | --- | --- | --- | --- | --------------------------------------------------------- |
| 2001 | More Than Us: Live in Glasgow Independiente (Sony)         | — | — | — | UK17 (19 Wo.)UK | — | Erstveröffentlichung: Dezember 2001                       |
| 2004 | At the Palace: Live at Alexandra Palace Warner Music (WMG) | — | — | — | UK7 (4 Wo.)UK | — | Erstveröffentlichung: 17. Mai 2004                        |
| 2004 | Singles Epic Records (Sony)                                | DE*DE | — | CH*CH | — | — | Erstveröffentlichung: 2. November 2004 *siehe Kompilation |

### Musikvideos
| Jahr | Titel                          | Regisseur(e)                                                   |
| ---- | ------------------------------ | -------------------------------------------------------------- |
| 1997 | All I Want to Do Is Rock       | Jamie Thraves                                                  |
| 1997 | U16 Girls                      |                                                                |
| 1997 | Tied to the 90’s               | Pedro Romhanyi                                                 |
| 1997 | Happy                          |                                                                |
| 1998 | More Than Us                   | Pedro Romhanyi                                                 |
| 1999 | Writing to Reach You           | John Hardwick                                                  |
| 1999 | Driftwood                      | Garth Jennings                                                 |
| 1999 | Why Does It Always Rain on Me? | John Hardwick                                                  |
| 1999 | Turn                           | Ringan Ledwidge (Version 1, 1999) Nigel Dick (Version 2, 2000) |
| 2000 | Coming Around                  | Ringan Ledwidge                                                |
| 2001 | Sing                           | Jonathan Dayton, Valerie Faris                                 |
| 2001 | Side                           | Jonathan Dayton, Valerie Faris                                 |
| 2002 | Flowers in the Window          | Tom Carty                                                      |
| 2003 | Re-Offender                    | Anton Corbijn                                                  |
| 2003 | The Beautiful Occupation       | Mike Lipscombe                                                 |
| 2004 | Walking in the Sun             |                                                                |
| 2004 | Love Will Come Through         | Arni & Kinski                                                  |
| 2007 | Closer                         | Michael Baldwin                                                |
| 2007 | Selfish Jean                   |                                                                |
| 2007 | My Eyes                        |                                                                |
| 2007 | 3 Times and You Lose           |                                                                |
| 2008 | Song to Self                   |                                                                |
| 2013 | Another Guy                    |                                                                |
| 2013 | Where You Stand                | Fran Healy                                                     |
| 2013 | Moving                         | Wriggles & Robins                                              |
| 2013 | Mother                         |                                                                |
| 2015 | Everything at Once             | Fran Healy                                                     |
| 2015 | What Will Come                 | Fran Healy                                                     |
| 2016 | 3 Miles High                   | Fran Healy                                                     |
| 2016 | Magnificent Time               | Fran Healy                                                     |
| 2016 | Idlewild                       | Fran Healy                                                     |
| 2016 | Animals                        |                                                                |
| 2019 | Kissing in the Wind            | Fran Healy                                                     |
| 2020 | A Ghost                        | Fran Healy                                                     |
| 2020 | Valentine                      | Fran Healy                                                     |
| 2020 | The Only Thing                 | Fran Healy                                                     |
| 2021 | Nina’s Song                    | Fran Healy                                                     |
| 2021 | Waving at the Window           | Fran Healy                                                     |
| 2024 | Gaslight                       | Fran Healy                                                     |
| 2024 | Bus                            | Fran Healy                                                     |

## Sonderveröffentlichungen

### Alben
| Jahr | Titel Musiklabel                         | Anmerkungen                                                              |
| ---- | ---------------------------------------- | ------------------------------------------------------------------------ |
| 2020 | 10 Songs – Demos Red Telephone Box (BMG) | Erstveröffentlichung: 9. Oktober 2020 Teil von 10 Songs (Deluxe-Edition) |

| Jahr | Titel Musiklabel                                | Anmerkungen                                                                |
| ---- | ----------------------------------------------- | -------------------------------------------------------------------------- |
| 2013 | Amazon Artist Lounge EP Red Telephone Box (RTB) | Erstveröffentlichung: 5. August 2013 Teil der „Amazon-Artist-Lounge“-Reihe |
| 2021 | With the One You Love FP Music (UMG)            | Erstveröffentlichung: 12. Februar 2021 EP-Kompilation                      |
| 2021 | Mother’s Day FP Music (UMG)                     | Erstveröffentlichung: 12. März 2021 EP-Kompilation                         |
| 2021 | Relax FP Music (UMG)                            | Erstveröffentlichung: 7. April 2021 EP-Kompilation                         |

| Jahr | Titel Musiklabel               | Anmerkungen                                                                         |
| ---- | ------------------------------ | ----------------------------------------------------------------------------------- |
| 2019 | B-Sides Craft Recordings (UMG) | Erstveröffentlichung: 21. Juni 2019 Teil von The Man Who (20th Anniversary Edition) |

### Lieder
| Jahr | Titel Album                                                                            | Anmerkungen                            |
| ---- | -------------------------------------------------------------------------------------- | -------------------------------------- |
| 2005 | Driftwood (Live at Glastonbury) Glastonbury Anthems: The Best of Glastonbury 1994–2004 | Erstveröffentlichung: März 2005        |
| 2005 | Sing (Live at Live 8) Live 8                                                           | Erstveröffentlichung: 8. November 2005 |

| Jahr | Titel Soundtrack zu                     | Anmerkungen                              |
| ---- | --------------------------------------- | ---------------------------------------- |
| 2001 | We Are Monkeys Malcolm mittendrin       | Erstveröffentlichung: 6. Februar 2001    |
| 2002 | More Than Us Roswell                    | Erstveröffentlichung: 26. Februar 2002   |
| 2002 | Sing Mr. Deeds                          | Erstveröffentlichung: 11. Juni 2002      |
| 2002 | Love Will Come Through Moonlight Mile   | Erstveröffentlichung: 24. September 2002 |
| 2004 | The Beautiful Occupation Land of Plenty | Erstveröffentlichung: 11. Oktober 2004   |
| 2004 | Don’t Be Shy Everwood                   | Erstveröffentlichung: 19. Oktober 2004   |
| 2005 | Re-Offender One Tree Hill               | Erstveröffentlichung: 25. Januar 2005    |
| 2005 | Nothing So was wie Liebe                | Erstveröffentlichung: 15. Juni 2005      |

### Videoalben
| Jahr | Titel Musiklabel                                 | Anmerkungen                                                                       |
| ---- | ------------------------------------------------ | --------------------------------------------------------------------------------- |
| 2013 | Where You Stand – DVD Red Telephone Box          | Erstveröffentlichung: 16. August 2013 Teil von Where You Stand (Limited-Edition)  |
| 2016 | Everything at Once – The Movie Red Telephone Box | Erstveröffentlichung: 29. April 2016 Teil von Everything at Once (Deluxe-Edition) |

## Promoveröffentlichungen
| Jahr | Titel Album                                                | Anmerkungen                              |
| ---- | ---------------------------------------------------------- | ---------------------------------------- |
| 1997 | Hazy Shades of Gold –                                      | Erstveröffentlichung: 1997               |
| 1999 | Yeah Yeah Yeah Yeah The Man Who (20th Anniversary Edition) | Erstveröffentlichung: 1999               |
| 2001 | Safe The Invisible Band                                    | Erstveröffentlichung: 2001               |
| 2001 | You Don’t Know What I’m Like –                             | Erstveröffentlichung: 2001               |
| 2002 | The Cage The Invisible Band                                | Erstveröffentlichung: 2002               |
| 2003 | Happy to Hang Around 12 Memories                           | Erstveröffentlichung: 2003               |
| 2016 | Animals Everything at Once                                 | Erstveröffentlichung: 2016               |
| 2016 | Paralysed Everything at Once                               | Erstveröffentlichung: 2016               |
| 2016 | Idlewild Everything at Once                                | Erstveröffentlichung: 23. September 2016 |

## Statistik

### Chartauswertung
|                     | DE     | AT     | CH     | UK     | US    |
| ------------------- | ------ | ------ | ------ | ------ | ----- |
| Nummer-eins-Alben   | DE—DE  | AT—AT  | CH—CH  | UK2UK  | US—US |
| Top-10-Alben        | DE4DE  | AT2AT  | CH4CH  | UK10UK | US—US |
| Alben in den Charts | DE10DE | AT10AT | CH10CH | UK11UK | US6US |

|                       | DE    | AT    | CH    | UK     | US    |
| --------------------- | ----- | ----- | ----- | ------ | ----- |
| Nummer-eins-Singles   | DE—DE | AT—AT | CH—CH | UK—UK  | US—US |
| Top-10-Singles        | DE—DE | AT—AT | CH—CH | UK6UK  | US—US |
| Singles in den Charts | DE9DE | AT1AT | CH7CH | UK20UK | US—US |

|                          | DE    | AT    | CH    | UK    | US    |
| ------------------------ | ----- | ----- | ----- | ----- | ----- |
| Nummer-eins-Videoalben   | DE—DE | AT—AT | CH—CH | UK—UK | US—US |
| Top-10-Videoalben        | DE—DE | AT—AT | CH—CH | UK1UK | US—US |
| Videoalben in den Charts | DE—DE | AT—AT | CH—CH | UK2UK | US—US |

### Auszeichnungen für Musikverkäufe
| Silberne Schallplatte - Frankreich - 2001: für die Single Sing Goldene Schallplatte - Australien - 2000: für die Single Why Does It Always Rain on Me? - 2001: für das Album The Invisible Band - Dänemark - 2001: für das Album The Invisible Band - Frankreich - 2001: für das Album The Invisible Band - Italien - 2024: für die Single Sing - Kanada - 2003: für das Album The Man Who - 2003: für das Album The Invisible Band - Neuseeland - 2003: für das Album 12 Memories - Norwegen - 2003: für das Album 12 Memories - Schweden - 2003: für das Album The Invisible Band - Spanien - 2024: für die Single Sing | Platin-Schallplatte - Australien - 2000: für das Album The Man Who - Neuseeland - 2000: für das Album The Man Who - 2001: für das Album The Invisible Band - Norwegen - 2001: für das Album The Invisible Band 2× Platin-Schallplatte - Europa - 2002: für das Album The Invisible Band 3× Platin-Schallplatte - Europa - 2002: für das Album The Man Who |

Anmerkung: Auszeichnungen in Ländern aus den Charttabellen bzw. Chartboxen sind in ebendiesen zu finden.
| Land/RegionAuszeichnungen für Musikverkäufe (Land/Region, Auszeichnungen, Verkäufe, Quellen) | Silber     | Gold       | Platin       | Verkäufe    | Quellen                                                        |
| -------------------------------------------------------------------------------------------- | ---------- | ---------- | ------------ | ----------- | -------------------------------------------------------------- |
| Australien (ARIA)                                                                            | —          | 2× Gold2   | Platin1      | 140.000     | aria.com.au                                                    |
| Dänemark (IFPI)                                                                              | —          | Gold1      | —            | 25.000      | Einzelnachweise                                                |
| Deutschland (BVMI)                                                                           | —          | Gold1      | —            | 150.000     | musikindustrie.de                                              |
| Europa (IFPI)                                                                                | —          | —          | 5× Platin5   | (5.000.000) | www.ifpi.org (Memento vom 1. Januar 2014 im Internet Archive)  |
| Frankreich (SNEP)                                                                            | Silber1    | Gold1      | —            | 225.000     | infodisc.fr snepmusique.com                                    |
| Italien (FIMI)                                                                               | —          | Gold1      | —            | 50.000      | fimi.it                                                        |
| Kanada (MC)                                                                                  | —          | 2× Gold2   | —            | 200.000     | musiccanada.com                                                |
| Neuseeland (RMNZ)                                                                            | —          | Gold1      | 2× Platin2   | 37.500      | aotearoamusiccharts.co.nz                                      |
| Norwegen (IFPI)                                                                              | —          | Gold1      | Platin1      | 60.000      | www.ifpi.no (Memento vom 5. November 2012 im Internet Archive) |
| Schweden (IFPI)                                                                              | —          | Gold1      | —            | 30.000      | sverigetopplistan.se                                           |
| Schweiz (IFPI)                                                                               | —          | Gold1      | —            | 20.000      | hitparade.ch                                                   |
| Spanien (Promusicae)                                                                         | —          | Gold1      | —            | 30.000      | elportaldemusica.es                                            |
| Vereinigtes Königreich (BPI)                                                                 | 3× Silber3 | 3× Gold3   | 17× Platin17 | 6.600.000   | bpi.co.uk                                                      |
| Insgesamt                                                                                    | 4× Silber4 | 16× Gold16 | 26× Platin26 |             |                                                                |